# Povijest hrvatskog jezika (nakladnički niz)
Povijest hrvatskoga jezika je hrvatski leksikografsko-jezikoslovni nakladnički niz.

## Povijest
Ovaj opsežni projekt započet je 2008. godine. Nakana pokretača bila je sustavno i kvalitetno opisat povijesni razvitak hrvatskoga jezika od srednjeg vijeka do 21. stoljeća. Obrađuju opis vanjske povijesti, t.j. povijesnih, političkih i kulturnih prilika koje su utjecale na razvoj hrvatskoga jezika te analize i opisi jezičnih obilježja - slovopisa, pravopisa, glasova, oblika, rečenica i stila hrvatskoga jezika. Zastupljena je sva važnija diplomatička povijest hrvatskoga jezika. Obrađeni su gramatike, pravopisi, funkcionalni stilovi. Recenzenti na projektu su Stjepan Damjanović i Ivana Matas Ivanković. Glavni urednik projekta je Ante Bičanić. Prvi svezak izašao je 2009. i govori o srednjem vijeku. Drugi je tiskan 2011. i govori o 16. stoljeću. Treći svezak, izašao 2013., bavi se 17. i 18. stoljećem. Godine 2015. tiskan je četvrti svezak i u njemu je obrađeno 19. stoljeće. Peti svezak objavljen je 2018. i njemu je obrađeno 20. stoljeće. Prati povijesna i politička zbivanja u hrvatskom jeziku koja su raspoređena kroz 12 tema. Šesti svezak je objavljen 2019. godine. Bavi se hrvatskom leksikografijom, udžbenicima hrvatskoga jezika, onomastičkim i dijalektološkim pitanjima, hrvatskim jezikom izvan Republike Hrvatske, ponajprije onim u Bosni i Hercegovini te staroj i novoj dijaspori. Djelo je objavio zagrebački nakladnik Društvo za promicanje hrvatske kulture i znanosti Croatica.